# 力保美达
力保健（或简称""、產品印刷為""，中国大陆及香港地区中文譯法：力保健），是日本大正製藥推出的一款能量饮料，至2009年為止，在日本已銷售了47年，銷售量達200億瓶以上，是日本機能飲料的第一品牌。产品在1960年代首次投入市场。在东亚地区有着较大的产量，零售包装为棕色100mL的玻璃瓶装。饮品为特制的鲜黄色，有缓解身心疲劳之功效，其中最主要的成分有咖啡因、牛磺酸、維他命B1、B2、B6等。
在日本有着力保健全部的产品。其中功效最强大的有「Lipovitan D Super」，其中包含了2000mg的牛磺酸、300mg精氨酸；「MAXIO」則含有3000mg的牛磺酸。精氨酸是日本销售的改良红牛饮料的主要活性成分。
力保健（Lipovitan）以Libogen之名在一些英语国家市场中销售。

## 成份特色
- 日本配方：含有肌醇、牛磺酸、精氨酸等。
- 臺灣配方：含有肌醇、牛磺酸、菸鹼醯胺、維他命B1、維他命B2、維他命B6等。咖啡因：不超过20mg/100ml

## 發展
1963年，台灣有近1400家便利店和超級市場正式出售力保美達，為該公司第一個對外，也是第一個對亞洲銷售發展的地方。
之後先後於泰國（1965年）、香港（1969年）、新加坡及馬來西亞（1972年）、菲律賓（1973年）、阿拉伯聯合大公國（1977年）、印尼（1979年）、巴林（1981年）、美國（1982年）、越南（1996年）、中華人民共和國（1998年）、卡塔爾（2000年）、科威特（2001年）和墨西哥（2003年）共十五個國家地區都有發售。

## 相似產品
- 韓國東亞製藥在1963年推出寶佳適（박카스D），在外觀和容量的設計上都與力保健很相似，而且製作原意也是相同。不過該產品只是對南韓和中華人民共和國等日本以外的東亞國家銷售。相信也因為如此，日本大正製藥一直都沒有把力保健銷售至南韓市場。[來源請求]
- 葡萄王生技康貝特提神飲料
- 保力達蠻牛提神飲料
- 白馬馬力夯提神飲料